# Фавијано ди Сопра (Парма)
Фавијано ди Сопра је насеље у Италији у округу Парма, региону Емилија-Ромања.
Према процени из 2011. у насељу је живело 15 становника. Насеље се налази на надморској висини од 367 м.